# La Clé sous la porte
Ne doit pas être confondu avec La Clé sur la porte.
Pour plus de détails, voir Fiche technique et Distribution.
La Clé sous la porte (Key to the City) est un film américain en noir et blanc réalisé par George Sidney, sorti en 1950.

## Synopsis
À San Francisco, deux maires se rencontrent lors d'un congrès des maires : Steve Fisk, un ancien débardeur gouailleur issu d'un milieu modeste, et Clarissa Standish, charmante et humble petite bourgeoise. Bien qu'ils ne s’apprécient pas au début, ils finissent par se plaire. Cependant, tout le monde ne se réjouit pas de cette idylle : la presse et les politiciens corrompus les guettent, à l'affût d'un scandale, car Clarissa Standish est la seule femme maire au congrès.

## Fiche technique
- Titre : La Clé sous la porte
- Titre original : Key to the City
- Réalisation : George Sidney
- Scénario : Robert Riley Crutcher d'après une histoire de Albert Beich
- Producteur : Z. Wayne Griffin
- Société de production et de distribution : Metro-Goldwyn-Mayer
- Musique : Bronislau Kaper
- Compositeur : Walter Jurmann chanson San Francisco
- Photographie : Harold Rosson
- Montage : James E. Newcom
- Direction artistique : Cedric Gibbons et Hans Peters
- Décorateur de plateau : Alfred E. Spencer et Edwin B. Willis
- Costumes : Irene
- Pays de production :  États-Unis
- Langue d'origine : anglais américain
- Format : noir et blanc — son : mono (Western Electric Sound System)
- Genre : comédie romantique
- Durée : 101 min
- Dates de sortie :
  - États-Unis : 2 février 1950
  - France : 19 octobre 1951

## Distribution
- Clark Gable : Steve Fisk, un maire épris d'une mairesse au congrès des maires
- Loretta Young : Clarissa Standish, la mairesse dont s'éprend Steve
- Frank Morgan : le chef des pompiers Duggan
- Marilyn Maxwell : Sheila, the "Atom Dancer"
- Raymond Burr : les Taggart
- James Gleason : le sergent Hogan
- Lewis Stone : le juge Silas Standish, l'oncle de Clarissa Standish
- Raymond Walburn : le maire Billy Butler
- Pamela Britton : Miss Unconscious
- Zamah Cunningham : Mme Butler
- Clinton Sundberg : le réceptionniste du Mark Mont Hotel
- Marion Martin : Emmy
- Bert Freed : le mari d'Emmy
- Emory Parnell : le Président du Conseil
- Clara Blandick : Liza, la logeuse de Silas
- John Albright : le groom
- Peter Brocco, Harry Harvey : serveurs
- Nana Bryant : Mme Cabot
- Bridget Carr : Miss Dream Gurl
- Bill Cartledge : le groom du Top O'Sky
- Chick Chandler : Herman, un journaliste
- Marvin Kaplan : Francis
- Charles Wagenheim : un ivrogne
- Charles Evans : le maire dans l'ascenseur